# Ernst Christoph Steinhäußer
Ernst Christoph Steinhäußer (* 1731 in Pforzheim; † 6. März 1811 in Durlach) war Wardein von Baden und Bürgermeister von Durlach. Steinhäußer, dessen Vater Bürgermeister in Pforzheim war, hatte den Beruf des Goldschmieds erlernt. Markgraf Karl Friedrich ernannte ihn 1761 zum Wardein. In dieser Aufgabe bezog er eine Besoldung von 400 Gulden pro Jahr, die später auf 500 Gulden erhöht wurde. Nach Stilllegung der Münze zu Durlach 1779 bezog er ein Wartegeld von 300 Gulden. Er blieb als münztechnischer Berater für den Markgrafen tätig; später wurde er außerdem Bürgermeister von Durlach.